# 시구르 1세

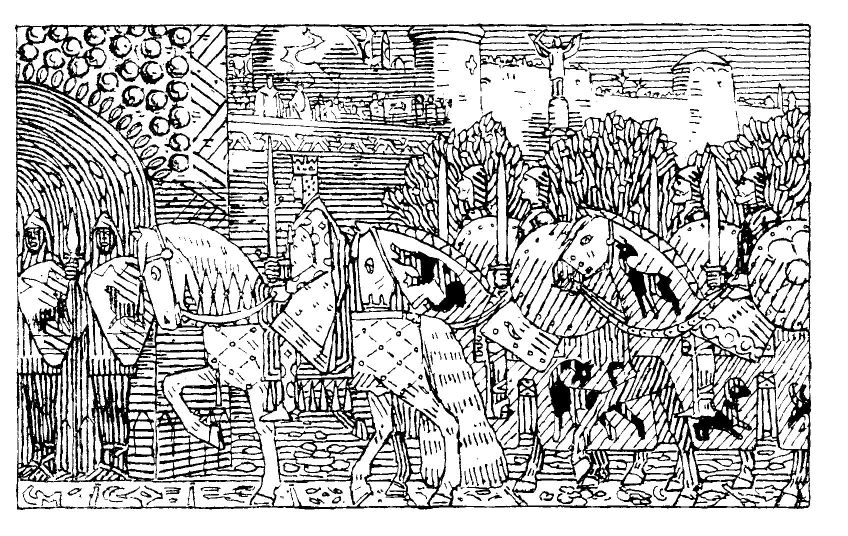
노르웨이 십자군과 함께 비잔티움 제국의 콘스탄티노폴리스에 입성한 시구르 1세

시구르 1세(노르웨이어: Sigurd I, 1090년 ~ 1130년 3월 26일) 또는 시구르 망누손(노르웨이어: Sigurd Magnusson)은 노르웨이의 국왕(재위: 1103년 ~ 1130년 3월 26일)이다. 하르드라디 가 출신이며 십자군 전사 시구르(노르웨이어: Sigurd Jorsalfar 시구르 요르살파르[*], 고대 노르드어: Sigurðr Jórsalafari)라는 별칭으로 부르기도 한다.

## 생애
망누스 3세 국왕의 아들이며 올라프 망누손, 외위스테인 1세의 이복형제이기도 하다. 1098년에는 자신의 아버지인 망누스 3세와 함께 오크니 제도, 헤브리디스 제도, 아일랜드해 원정에 참여했다.
1103년 망누스 3세 국왕이 사망하면서 올라프가 노르웨이의 국왕으로 즉위했지만 올라프의 형제들은 나이가 어린 올라프가 노르웨이의 국왕으로 즉위하는 것을 받아들이지 않았다. 올라프, 외위스테인, 시구르 형제는 논의 끝에 세 형제가 노르웨이의 공동 군주가 되기로 합의했다. 1107년부터 1110년까지 노르웨이 십자군 원정에 참여했고 1111년 노르웨이로 귀환했다.